# Mesotaenia
Genre
Synonymes
Callitaenia Felder, 1861, nom. praeocc.
Mesotaenia est un genre de lépidoptères (papillons) américains de la famille des Nymphalidae et de la sous-famille des Biblidinae.

## Taxonomie
Ce genre a été décrit en 1861 par l'entomologiste autrichien Cajetan von Felder sous le nom de Callitaenia, avec pour espèce type Callitaenia doris C. & R. Felder, 1861 (taxon qui est aujourd'hui une sous-espèce : Mesotaenia vaninka doris). Le nom Callitaenia s'avérant préoccupé par Callitaenia Agassiz 1848, l'entomologiste britannique William Forsell Kirby a introduit en 1871 un nomen novum : Mesotaenia,.

## Liste des espèces
Le genre comporte actuellement deux espèces reconnues :
- Mesotaenia barnesi (Schaus, 1913) — endémique du Costa Rica
- Mesotaenia vaninka (Hewitson, 1855) — Venezuela, Colombie,  Équateur, Bolivie et Pérou

### Publication originale
- Kirby, W. F. (William Forsell), 1844-1912, A synonymic catalogue of diurnal Lepidoptera (œuvre littéraire), Inconnu, Londres, 1871, [lire en ligne].